# فرانتیشک پلانیچکا
فرانتیشک پلانیچکا (چکی: František Plánička؛ ۲ ژوئن ۱۹۰۴ – ۲۰ ژوئیهٔ ۱۹۹۶) یک بازیکن فوتبال اهل چکسلواکی بود.

## باشگاهی
از باشگاه‌هایی که در آن بازی کرده‌است می‌توان به باشگاه فوتبال اسلاویا پراگ اشاره کرد.

## تیم ملی
وی سابقه ۷۳ بازی برای تیم ملی فوتبال چکسلواکی را در کارنامه دارد.